# Sergio Henrique Francisco
Sergio Henrique Francisco (Avaré, 19 de diciembre de 1984), más conocido como Serginho, es un futbolista brasileño. Juega como centrocampista.

## Clubes
| Club                 | País    | Año       |
| -------------------- | ------- | --------- |
| Linense              | Brasil  | 2006-2008 |
| Recreativo do Libolo | Angola  | 2009      |
| Guaratinguetá        | Brasil  | 2010      |
| Mirassol             | Brasil  | 2011      |
| Red Bull Brasil      | Brasil  | 2012      |
| Boa Esporte          | Brasil  | 2012      |
| Brasiliense          | Brasil  | 2013      |
| Araxá                | Brasil  | 2013      |
| Mogi Mirim           | Brasil  | 2013      |
| Portuguesa           | Brasil  | 2014      |
| Linense              | Brasil  | 2014-2015 |
| Mogi Mirim           | Brasil  | 2015      |
| Botafogo-SP          | Brasil  | 2016      |
| XV de Piracicaba     | Brasil  | 2016-2017 |
| Jorge Wilstermann    | Bolivia | 2017-2022 |
| Manaus Futebol Clube | Brasil  | 2023      |
| Aurora               | Bolivia | 2023-2024 |

## Palmarés

### Títulos nacionales
| Título           | Club              | País    | Año           |
| ---------------- | ----------------- | ------- | ------------- |
| Primera División | Jorge Wilstermann | Bolivia | Apertura 2018 |
| Primera División | Jorge Wilstermann | Bolivia | Clausura 2019 |